# Santa Venera (Mascali)
Santa Venera è una frazione del comune italiano di Mascali, nella città metropolitana di Catania, in Sicilia.

## Storia
Si hanno notizie di un primo borgo denominato Santa Venera, probabilmente per la presenza di una chiesa dedicata a Santa Venera. La storia del priorato di Santa Venera ebbe inizio con i normanni, che affidarono il feudo ai monaci benedettini, i quali vi costruirono un piccolo monastero. 
Nel XIX secolo si hanno le prime notizie del piccolo borgo, con la presenza della chiesa in stile neo-gotico all'esterno e in stile neo-classico all'interno.
A metà del XX secolo viene realizzata la chiesa nuova nella parte di frazione poco più a valle, dedicata alla Madonna del Rosario.

## Monumenti e luoghi d'interesse

### Architetture religiose
La chiesa antica dedicata a santa Venera, martire del II secolo, è una struttura a unica navata posta nella località di Santa Venera Alta. L'interno in stile neo-classico è decorato da stucchi e da una pregevole macchina d'altare in intarsio di marmo policromo. In un documento del 1388 risulta che la chiesa, insieme con il corrispondente feudo e priorato, venne affidata al Capitolo della cattedrale di Catania. La struttura attuale fu realizzata ex-novo sulle rovine della chiesa più piccola danneggiata dal terremoto del 1908.
Nella parte bassa della frazione, lungo la provinciale Piedimonte, è situata invece la chiesa parrocchiale intitolata alla Madonna del Rosario.

## Infrastrutture e trasporti
Per il traffico ferroviario si avvale di una stazione sulla ferrovia Circumetnea, che la collega ai due capilinea Riposto e Catania nonché a tutte le località etnee intermedie.